# Lisímac de Cos
Lisímac de Cos (grec antic: Λυσίμαχος, llatí: Lysimachus) fou un metge grec natural de l'illa de Cos que va escriure un comentari sobre les obres del Corpus Hipocràtic en tres llibres, dirigit a Cídies, un deixeble d'Heròfil de Calcedònia, i un altre treball en quatre llibres sobre el mateix tema dirigit a Demetri. Si aquest Demetri era Demetri d'Apamea, Lisímac probablement va viure al segle ii aC.